# 962 Aslög
962 Aslög eller 1921 KP är en asteroid i huvudbältet, som upptäcktes den 25 oktober 1921 av den tyske astronomen Karl Wilhelm Reinmuth i Heidelberg. Den är uppkallad efter Aslög i den nordiska mytologin.
Den tillhör asteroidgruppen Koronis.